# Balian d'Ibelin
Balian d'Ibelin (1143 – 1193), anomenat pels sarraïns Shaear Wahid (el Pelut) , fou un noble del Regne de Jerusalem que participà en les croades del segle xii. Els cronistes del seu temps el descriuen com a poc de fiar i l'acusaren de promoure el divorci de la seva fillastra Isabel I de Jerusalem amb finalitats polítiques. Participà en la rendició de Jerusalem l'any 1187 i en el Tractat de Ramla, que seguí a la derrota d'Arsuf el 1191. Encara que perdé el senyoriu d'Ibelin, Saladí el compensà amb el castell de Caymont i cinc possessions més de la rodalia d'Acre.

## Orígens
Balian era el fill menor de Barisan d'Ibelin, i germà d'Hug i de Balduí. El seu pare, cavaller del Comtat de Jaffa, havia estat recompensat amb el senyoriu d'Ibelin, després de la revolta d'Hug II de Jaffa. Barisan casà amb Helvis de Ramla, hereva del ric senyoriu de Ramla. La paraula Balian és la forma familiar que equival a Barisan; de vegades se l'anomena Balian el Jove o Balian II per distingir-lo del seu pare. Altres formes són: Balian de Ramla o Balian de Nablus. En llatí el seu apareix escrit de diverses maneres: Balian, Barisan, Barisanus, Balianus, Balisan i Balisanus. En els textos en àrab, se l'anomena Balian ibn Barzan, que vol dir Balian, fill de Barisan. L'any exacte del seu naixement és desconegut, però ja era major d'edat (generalment als 15) l'any 1158 quan, per primera vegada, és esmentat en un document oficial del 1156, descrit com a menor d'edat (infra annos). Quan morí el seu germà gran, Hug (c. 1169), el castell d'Ibelin passà al següent germà, Balduí. Aquest, preferint continuar sent el senyor de Ramla, el traspassà a Balian, el qual en fou el governant com a vassall del seu germà i, en darrer terme, com a vassall del rei de Jerusalem.

## Al servei de Balduí V

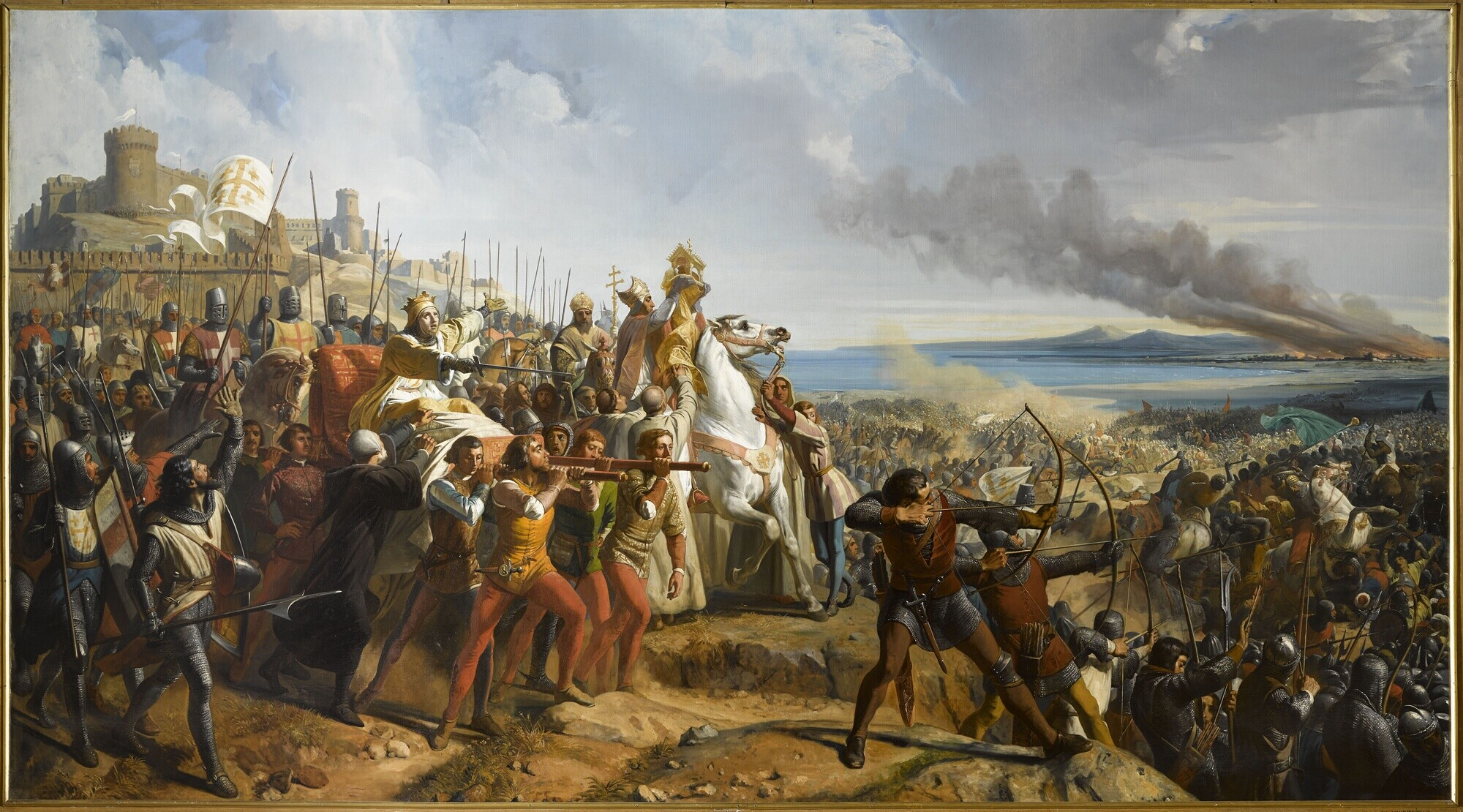
Batalla de Montgisard, pintura de Charles-Philippe Larivière

Balduí donà suport a Ramon III de Trípoli, que entrà en disputa amb Miles de Plancy per la regència de Balduí IV de Jerusalem el 1174. El 1177 Balduí i Balian estigueren presents en la batalla de Montgisard, comandant la vanguarda contra el punt més fort de l'exèrcit musulmà i sortint reeixits. Aquell any Balian es casà amb Maria Comnena, vídua d'Amalric I de Jerusalem, amb la qual cosa esdevingué padrastre de la jove Isabel. Rebé el senyoriu de Nablus, que havia estat el dot de Maria en el seu matrimoni amb Amalric. El 1179, Balduí de Ramla fou capturat per Saladí en la batalla del Gual de Jacob, i Balian s'encarregà de portar el rescat per l'alliberament, el qual fou pagat per l'emperador romà d'Orient Manuel I Comnè.
El 1183 Balian i Balduí donaren suport a Ramon contra Guiu de Lusignan, marit de la germana gran d'Amalric, Sibil·la i del rei Balduí IV, que estava en aquell moment moribund de lepra. El rei coronà el seu nebot de 5 anys, Balduí de Montferrat, com a rei associat, per evitar que Guiu volgués usurpar el tron. Poc després de la seva mort en la primavera del 1185, Balduí IV encomanà un acte oficial de coronació per al seu nebot a l'església del Sant Sepulcre. Balian portà el nen sobre les seves espatlles, simbolitzant el suport de la família d'Isabel envers el seu nebot. Quan el nen arribà als vuit anys la corona recaigué en solitari sobre ell. Quan Balduí V morí el 1186, Balian i Maria, amb el suport de Ramon, apartaren Isabel de la successió, que en aquell moment només tindria uns 14 anys. El marit d'Isabel, Onfroi de Toron, també refusà la corona, però jurà lleialtat a Guiu. Balian no volgué retre vassallatge a Guiu, cosa que també feu el seu germà, que preferí exiliar-se a Antioquia. Balduí deixà Balian com a tutor del seu fill Tomàs, futur senyor de Ramla, que no l'acompanyà a Antioquia.

## Disputa entre Ramon de Trípoli i Guiu de Lusignan

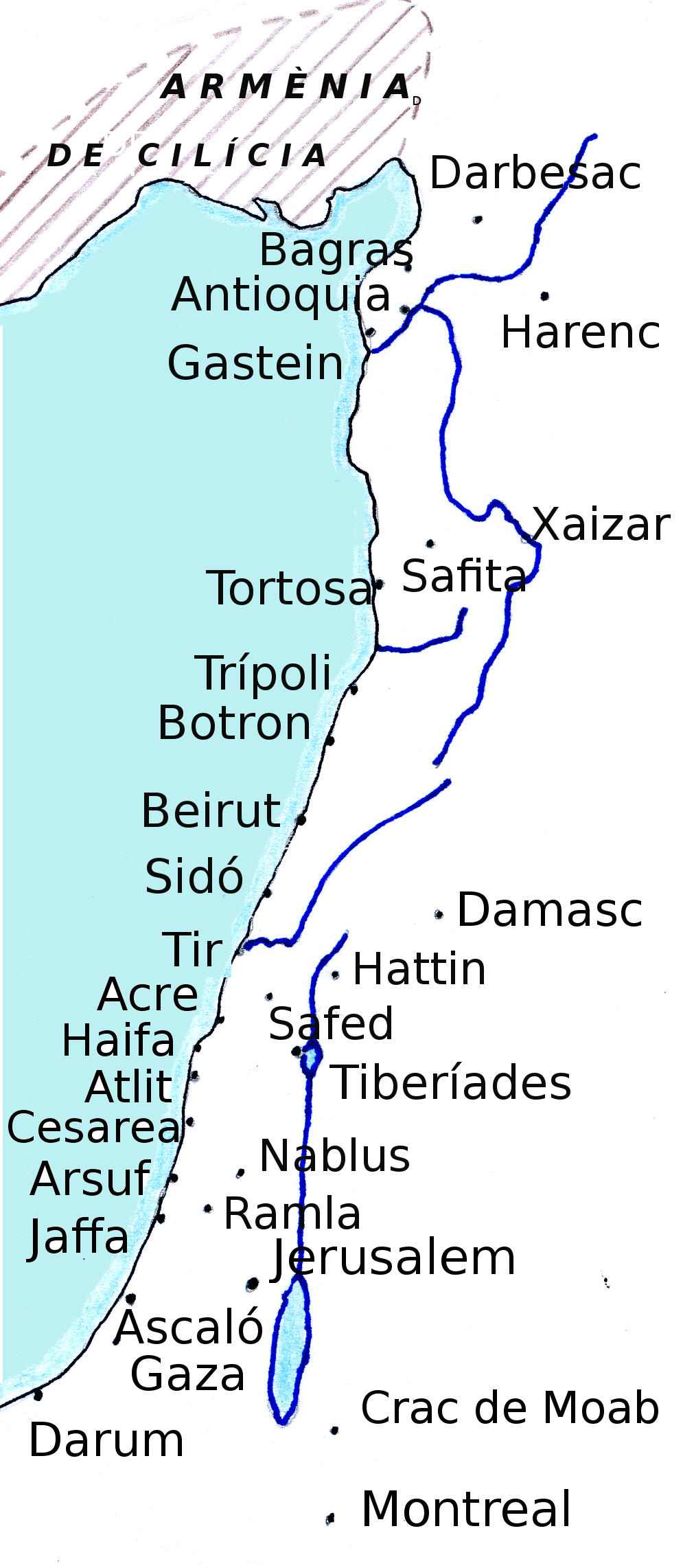
Ciutats dels estats llatins en època de les croades

Balian romangué en el Regne de Jerusalem com a conseller de Guiu. A finals del 1186, el soldà d'Egipte i Damasc, Saladí, amenaçà les fronteres del regne de Guiu, en represàlia per l'atac que Reinald de Châtillon, senyor d'Transjordània, havia efectuat a una caravana de musulmans. Saladí estava aliat amb la guarnició de Tiberíades, situada al nord del reialme, territori governat per Ramon III. Guiu aplegà el seu exèrcit a Natzaret, amb intenció d'anar a Tiberíades on faria setge, però Balian n'estava en desacord i li suggerí que enviés un missatger a Ramon, que estava a Trípoli, refiant que ambdós es reconciliarien i no caldria enfrontar-se amb l'exèrcit de Saladí que era molt més nombrós. La primera ambaixada fou un fracàs i la situació romangué sense canvis durant els primers mesos del 1187. Passada la Pasqua de Resurrecció, un grup de cinc homes foren enviat com a nova ambaixada: Balian, Gerard de Ridefort (Gran Mestre Templer), Roger de Moulins (Gran Mestre dels Hospitalers), Reinald de Sidó i Josies, arquebisbe de Tir. Durant el viatge, Balian va fer aturada al seu feu de Nablus i els digué que s'uniria a ells l'endemà al castell de La Fève. L'1 de maig, els templers i els hospitalers foren derrotats pel fill de Saladí, Al-Àfdal en la batalla de Cresson; Balian encara estava a un dia de distància i s'aturà a Sabas de Nablus a sentir la missa per ser sant Felip. En arribar al castell de La Fève, on els templers i hospitalers havien d'acampar, es trobà el lloc abandonat i poc després uns supervivents li donaren notícia de la desastrosa batalla. Ramon també s'assabentà de la derrota quan rebé l'ambaixada a Tiberíades i acordà acompanyar-los en el viatge de retorn a Jerusalem.

## La batalla de Hattin
Des que l'exèrcit d'Al-Àfdal havia pogut entrar en el Regne de Jerusalem mitjançant la seva aliança amb Ramon, el comte ara estava penedit de les seves accions i cercà reconciliar-se amb Guiu. El rei marxà cap al nord i acampà a Seforis, però insistí en fer passar l'exèrcit a través d'una plana erma per arribar a Tiberíades. L'exèrcit es quedà sense aigua i, assedegats, foren contínuament assetjats per les tropes de Saladí, per la qual cosa s'acabaren rendint a les Banyes de Hattin, a prop de Tiberíades, a començaments de juliol. El 4 de juliol hi hagué una nova batalla, en la qual Balian i Joscelí III d'Edessa comandaren la rereguarda. El resultat fou una altra derrota dels croats. En el llibre anònim De Expugnatione Terrae Sanctae per Saladinum Libellus es diu que Balian, Ramon i Reinald de Sidó abandonaren la lluita enmig de la batalla, «trepitjant els cristians, els turcs i la Creu», però això no ha estat corroborat per cap altra font documental i probablement reflecteixi un odi per part de l'autor envers els poleins (els nascuts a Llevant d'origen europeu).
Aquesta derrota portà a un canvi de poder a Jerusalem: el rei Guiu fou fet captiu i gairebé totes les viles properes anaren caient sota control de Saladí. Balian, Raymond, Reinald i Payen de Haifa foren alguns dels nobles que aconseguiren escapar cap a Tir. Ramon i Reinald aviat tornaren per defensar els seus territoris i Tir quedà en mans de Conrad de Montferrat, l'oncle patern de Balduí V, que arribà no gaire després de la batalla de Hattin. Balian esdevindria un dels seus aliats més propers. Balian sortí de Tir i demanà un salconduit a Saladí per portar la seva dona i els seus fills de Jerusalem a Trípoli. Saladí li ho concedí, a condició que Balian fes jurament de no tornar a alçar-se en armes contra ell.

## La defensa de Jerusalem

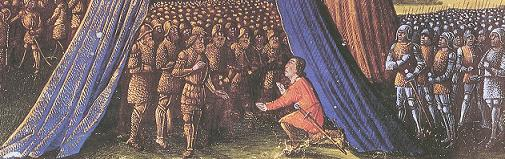
Balian dona les claus de Jerusalem a Saladí en una il·lustració del llibre Les Passages faits Outremer par les Français contre les Turcs et autres Sarrasins et Maures outremarins, c. 1490.

Quan Balian i el seu petit grup de cavallers arribaren a la ciutat, els seus habitants els pregaren que es quedessin i Balian fou deslliurat del seu jurament pel patriarca Heracli, que argumentà que el seu compromís amb la Cristiandat era més fort que un jurament fet a un no cristià. Balian fou convençut per liderar la defensa de Jerusalem, però es va trobar amb que hi havia menys de catorze cavallers, per tant n'ascendí a aquest rang a 60 guerrers reclutats entre els burgesos de la ciutat. La reina Sibil·la sembla que tingué poca participació en aquest esdeveniment, sinó que els juraments es van fer en adreçats a Balian com a senyor. Amb Heracli es prepararen per a un inevitable setge, acumulant menjar i diners. Saladí arribà al setembre per efectuar el setge, després d'haver conquerit gairebé tota la resta del reialme: Ibelin, Nablus, Ramla i Ascaló. El soldà no guardà rancúnia a Balian per trencar el seu jurament i li envià una escorta per porta Maria i els seus fills a Trípoli. Com a senyor de més rang a Jerusalem, Balian, segons diu Alí ibn al-Athir, fou considerat pels musulmans «si fa no fa, com a equivalent a un rei».
Saladí aconseguí tombar petites parts de les muralles però fou incapaç de penetrar-hi. Balian llavors sortí a trobar-se amb el soldà i li digué que els defensors de la ciutat abans la destruirien i se suïcidarien que permetre que en fos capturada per la força. Després de negociacions, es decidí que Jerusalem seria lliurada pacíficament i que Saladí deixaria anar 7.000 homes a canvi de 30.000 besants; a dues dones o deu nens se'ls permetria ocupar el lloc d'un home pel mateix preu. Balian li donà les claus de la ciutadella el 2 d'octubre. Es fixà un període de 50 dies per donar els diners. Els que no pogueren pagar estaven forçats a l'esclavitud; així i tot, Saladí n'alliberà alguns i els permeté marxar, doncs no volia que hi hagués una massacre com la que hi hagué quan els croats ocuparen la ciutat el 1099. Balian i el patriarca Heracli s'oferiren per bescanviar les seves persones a canvi d'alliberar alguns ciutadans més, però Saladí no acceptà. Els ciutadans rescatats marxaren formant tres columnes. Balian i el patriarca encapçalaven la tercera, que fou la darrera en sortir, probablement el 20 de novembre.

## La successió al tron de Jerusalem i la Tercera Croada
La caiguda de Jerusalem i la mort de Sibil·la en el setge d'Acre l'any 1190, portà disputes sobre la successió del títol de rei. La fillastra de Balian, Isabel, era reina per dret, però Guiu refusà concedir-li aquest títol, i el marit d'Isabel, Omfroi —que l'havia rebutjat el 1186— se'n mantingué fidel a la decisió de Guiu. Si Isabel havia d'assumir la successió, li calia un altre marit més competent, acceptable políticament i militarment, el candidat més adient semblava Conrad de Montferrat, el qual també tenia drets de successió per ser oncle del difunt Balduí V de Jerusalem. Balian i Maria convenceren Isabel d'avenir-se a un divorci. Hi havia precedents: l'annulació del matrimoni entre Amalric I i Agnès de Courtenay, i els fracassats intents de forçar Sibil·la a divorciar-se de Guiu.
El matrimoni d'Isabel fou anul·lat per l'arquebisbe de Pisa Ubaldo Lanfranchi, que era el legat papal, i per Philip de Dreux, bisbe de Beauvais. Llavors la casaren amb Conrad. La disputa de successió es perllongà amb l'arribada de Ricard I d'Anglaterra i de Felip II de França, comandant la Tercera Croada: Ricard feu costat a Guiu, com a vassall del Poiteau que era, mentre que Felip donà suport a Conrad, que era cosí del seu pare.
Balian i Maria, per haver promogut el divorci d'Isabel i donar suport a Conrad com a candidat a rei, es guanyaren l'odi de Ricard. Ambrós de Normandia, autor d'un relat poètic de la croada, escriví de Balian que era «més fals que un goblin» i que «es mereixia ser empaitat per gossos». L'autor anònim de Itinerarium Peregrinorum et Gesta Regis Ricardi escriví de Balian que era membre del grupet que donava «consell de malevolència consumada» a Conrad, i l'acusà d'acceptar suborn per part de Conrad. Sobre Maria i Balian tingué dures paraules:
« Pujada des d'un immund bressol grec, tenia ella un marit la moral del qual encaixava amb el d'ella: ell era cruel, ella era no tenia Déu; ell era inconstant, ella era voluble; ell era descregut, ella fraudulenta.»
El 28 d'abril del 1192, uns dies després que fos confirmat per elecció en el títol, Conrad fou mort a Tir per dos membres de la secta dels assassins. Es digué que un dels dos assassins responsables havia estat a casa de Balian uns mesos abans, fent-se passar per un criat, per saber més sobre la seva víctima; l'altre podria haver estat infiltrat a la casa de Conrad o a la de Reinald de Sidó. El rei anglès fou sospitós d'estar implicat en el crim. Isabel, que estava embarassada del primer fill (Maria de Montferrat), es casà amb Enric II de Xampanya una setmana més tard.
Balian esdevingué un dels consellers d'Enric, i més tard aquell any (juntament amb Guillem de Tiberíades), comandà la rereguarda de l'exèrcit de Richard, en la batalla de Jaffa (1192). Després, participà en les negociacions per al Tractat de Ramla entre Ricard i Saladí, que posà fi a la croada. Amb aquest tractat, el senyoriu d'Ibelin quedava sota control de Saladí, però es permeté que molts llocs costaners que havien estat reconquerits pels crots quedessin en mans cristianes. Quan el rei anglès partí, Saladí compensà Balian amb el castell de Caymont i cinc possessions més de la rodalia d'Acre.

## Mort i descendència
Balian morí el 1193, amb poc mes de cinquanta anys. Amb la seva esposa Maria Comnena tingué quatre fills:
- Helvis d'Ibelin, que casà primer amb Reinald de Sidó i després amb Guiu de Montfort.
- Joan d'Ibelin, senyor de Beirut, conestable de Jerusalem i regent de la seva neboda Maria de Montferrat, reina de Jerusalem. Casà primer amb Helvis de Nephin i després amb Melisenda d'Arsuf.
- Margarida, que casà primer amb Hug II de Saint Omer (fillastre de Ramon III de Trípoli) i després amb Walter de Cesarea.
- Felip d'Ibelin, regent de Xipre, que casà amb Alícia de Montbéliard, i fou pare de Joan d'Ibelin, comte de Jaffa i Ascaló.

L'escuder de Balian, Ernoul, que estigué al seu servei en l'ambaixada a Trípoli l'any 1187, escriví parts d'una continuació de la crònica de Guillem de Tir (Guillem havia mort el 1186, abans de la caiguda de Jerusalem). Aquests fragments narren el període 1186–88, i tenen una clara tendència a favor de la família Ibelin.
El nom de Balian esdevingué comú en membres de la família Ibelin durant el segle xiii. Hi hagué un Balian, senyor de Beirut, fill de Joan, i net del Balian d'aquest article, que succeí al seu pare com a senyor de Beirut el 1236. Un germà del Balian de Beirut, anomenat Joan, com el pare, tingué un fill al qual posà de nom Balian; aquest fou senyor d'Arsuf i es casà amb Plaisència d'Antioquia.
El nom també passà a la família Greniers de Sidó, ja que la filla de Balian, Helvis i Reinald de Sidó posaren el nom al seu fill.